# ASO Chlef
Association Sportive Olympique de Chlef (în arabă الجمعية الرياضية أولمبي الشلف), cunoscută sub numele de ASO Chlef sau simplu ASO, este un club de fotbal profesionist algerian care reprezintă orașul Chlef în competițiile fotbalistice. În prezent echipa concurează în prima ligă, primul nivel fotbalistic din Algeria.